# Jerzy Adamek (pilot)
Jerzy Zenon Adamek (ur. 18 maja 1927 w Toruniu, zm. 12 października 2002) – szybowcowy i samolotowy pilot sportowy i doświadczalny, autor podręczników pilotażu, działacz społeczny, prawnik.

## Życiorys
Był synem Tomasza i Katarzyny Pawlak. Jego ojciec zginął w hitlerowskim obozie koncentracyjnym Oranienburg. W okresie okupacji pracował jako gazeciarz ale też od maja 1942 r. zaangażował się w działalność konspiracyjną, jako łącznik Armii Krajowej pod pseudonimem „Jur”. 4 października 1945 r. został aresztowany przez Urząd Bezpieczeństwa jednak uniknął represji z powodu nielegalnej działalności.
W 1948 roku ukończył Liceum Ogólnokształcące im. Mikołaja Kopernika w Toruniu i podjął studia na Wydziale Prawno-Ekonomicznym Uniwersytetu Mikołaja Kopernika. Tytuł magistra prawa uzyskał w 1952 roku.
Już w 1946 roku rozpoczął szkolenie szybowcowe w Tęgoborzu, w 1950 samolotowe. W tym samym roku zaliczył pierwsze rekordowe osiągnięcie: szybowcowy rekord Polski w przelocie docelowym (20 lipca; 413 km) i został członkiem szybowcowej kadry narodowej. W latach 1949–1951 był prezesem Zarządu Aeroklubu Pomorskiego. 5 czerwca 1959 roku uzyskał Diamentową Odznakę Szybowcową (nr 37). Zawodowo związał się z lotnictwem, pracując w Lidze Lotniczej, Lidze Przyjaciół Żołnierza i Aeroklubie PRL. W 1954 roku, w wyniku zderzenia z drugim szybowcem, pilotowanym przez Jerzego Wojnara, został zmuszony do skoku ze spadochronem, zaś oparte na tym wydarzeniu opowiadanie trafiło do podręcznika języka polskiego do VI klasy szkoły podstawowej (Świat i my, 1967).
8 września 1957 roku odbył pierwszy na świecie pokazowy (po kilku wcześniejszych próbnych) szybowcowy lot holowany za śmigłowcem. W latach 60. uzyskał uprawnienia szybowcowego i samolotowego pilota doświadczalnego. W latach 1956–1970 był członkiem Głównej Komisji Badania Wypadków Lotniczych i Państwowej Lotniczej Komisji Egzaminacyjnej. W latach 1971–1975 brał udział w akcjach agrolotniczych w Afryce i szkoleniu egipskich pilotów na samolotach PZL-104 Wilga, następnie był kierownikiem personelu lotniczego w Przedsiębiorstwie Usług Lotniczych i pilotem sanitarnym. Na emeryturę przeszedł w 1987 roku. 
Był autorem bądź współautorem kilku podręczników lotniczych. Odznaczono go między innymi Krzyżem Kawalerskim Orderu Odrodzenia Polski. Jego żoną była od 1952 r. również pilotka szybowcowa, Wanda Zajączkowska. Miał dwie córki.
Zmarł 12 października 2002 r. i został pochowany w grobie rodzinnym na cmentarzu w Kiełpinie.